# كفور العربي
كفور العربي هي إحدى القرى اللبنانية من قرى قضاء البترون في محافظة الشمال.